# Міклавш Андріцький
Міклавш Андріцький (Mikławš Andricki; 30 травня 1871, Паншвіц-Кукау — 18 грудня 1908, Циттау) — серболужицький письменник, журналіст, громадський діяч.

## Життєпис
Народився в м. Паншвіц-Кукау в 1871 році. У дитинстві деякий час перебував в Страсбурзі. У 1877 році повернувся до рідного міста. З 1878 до 1883 року навчався у церковній школі. У 1883 році поступив до католицької вечірньої семінарії в Бауцені, де навчався до 1886 року.
У 1886—1895 роках навчався в Сербській семінарії (Прага), де стає членом гуртка «Сербовка». Водночас з 1892 до 1895 року вивчав теологію у німецькій семінарії. У 1895 році стає священником в с. Ралбіци. Тоді ж стає членом товариства Матиця сербська.
У 1896 році призначається редактором часопису «Лужиця» (до 1904 року). У 1900 році був одним з фундаторів Спілки сербських письменників (з 1906 року — секретар). У 1903 році редагував журнал лужицьких католиків «Католицький вісник». У 1904 році було заарештовано за громадську діяльність. Помер у 1908 році від сухот.

## Творчість
Андріцький є яскравим представником реалізму у серболужицький літературі. У посмертно виданій книзі «Божий вогонь і інші картинки» (1937 рік) зібрані прозові твори Андріцького, що публікувалися у 1890—1900-ті роки в періодиці. Сам письменник визначав жанр своїх творів як картинки, замальовки з натури.
Твори Андріцького діляться на три основні групи: ліричну прозу («Весна», «Зимова картинка»), патріотичні («На городище», «Останній раз») і соціально-критичні («Скарга») твори. В них виступав проти консерватизму в суспільному житті, засуджував соціальну нерівність, висміював тих, хто гальмував національно-визвольну боротьбу народу.
Також у доробку декілька п'єс, переважно комедійного характеру («Молодий чоловік за варінням», 1905 рік; «Зіпсована втіха», 1910 рік), що мали великий успіх.
Збагатив серболужицьку літературу художніми перекладами Яна Неруди, А.Їрасека, Генріка Сенкевича. Найвідомішим є переклад чеського автора А. Ірасека («Геро»).
Інтерес представляють літературно-критичні роботи Андріцького, зокрема дослідження про Якуба Барт-Цішинського, 1906 рік).